# Знаменівка (Краматорський район)
Знаме́нівка — село Олександрівської селищної громади Краматорського району Донецької області, України.
У селі мешкає 158 осіб.

## Історія
За даними на 1859 рік у власницькому селі Знаменська Бахмутського повіту Катеринославської губернії мешкало 376 осіб (198 чоловічої статі та 178 — жіночої), налічувалось 40 дворових господарств.
Станом на 1886 рік у колишньому власницькому селі Знаменівка (Кам'янка) Степанівської волості мешкало 503 особи, налічувалось 75 дворових господарств.
За переписом 1897 року кількість мешканців зросла до 702 осіб (396 чоловічої статі та 306 — жіночої), з яких всі — православної віри.
У 1908 році в селі Іверське  (Самойлівка, Любомирівка) мешкало 537 осіб (257 чоловічої статі та 280 — жіночої), налічувалось 115 дворових господарств.